# États-Unis aux Jeux olympiques d'été de 1952
Les États-Unis participent aux Jeux olympiques d'été de 1952 se déroulant à Helsinki, en Finlande. Il s'agit de leur 12e participation à des Jeux d'été.
La délégation américaine, composée de 294 athlètes, termine première du classement par nations avec 76 médailles (40 en or, 19 en argent et 17 en bronze).A l’image des Jeux de 1948, les athlètes américains bâtissent leur succès sur des sports qu’ils dominent parfois outrageusement. En l’occurrence, L’athéltisme (31 médailles dont 15 en or), la natation (9 médailles dont 4 en or), la boxe (5 médailles d’or), le plongeon (9 médailles dont 4 en or).

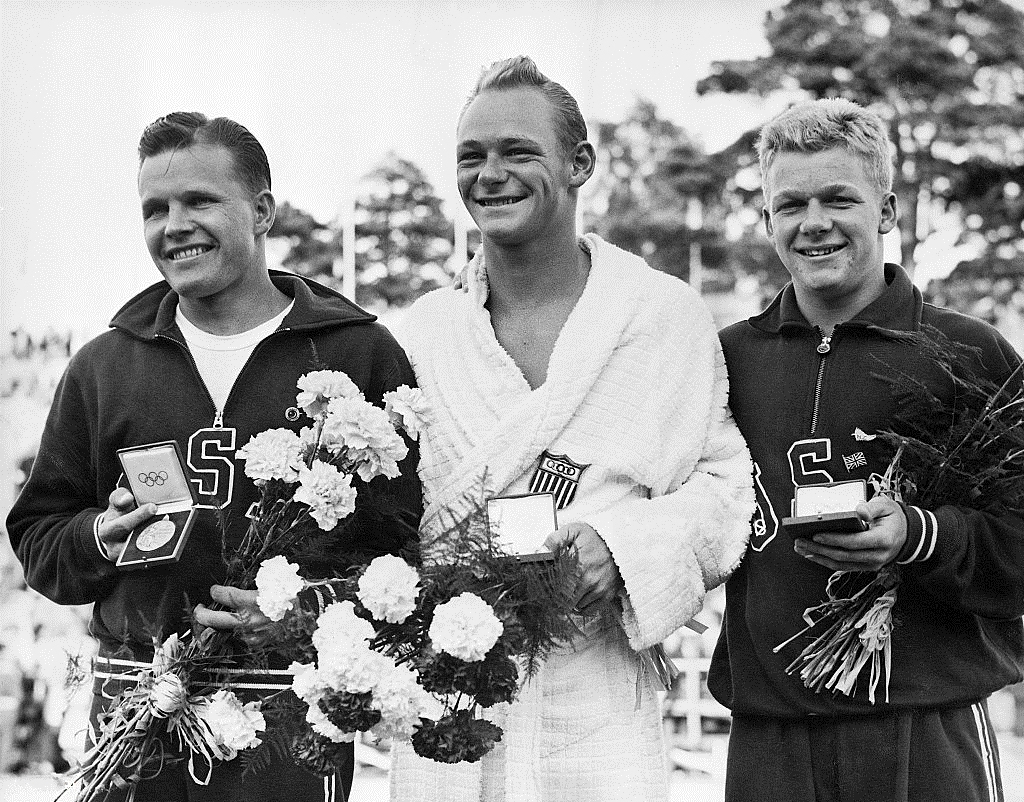
David Browning, Miller Anderson, Bob Clotworthy, le podium cent pour cent américain de l’épreuve du tremplin à 3 mètres (plongeon).

## Bilan global
| Sport         | Médaille d'or, Jeux olympiques | Médaille d'argent, Jeux olympiques | Médaille de bronze, Jeux olympiques | Total |
| Athlétisme    | 15                             | 10                                 | 6                                   | 31    |
| Aviron        | 2                              | 0                                  | 1                                   | 3     |
| Basket-ball   | 1                              | 0                                  | 0                                   | 1     |
| Boxe          | 5                              | 0                                  | 0                                   | 5     |
| Canoë-kayak   | 1                              | 0                                  | 0                                   | 1     |
| Équitation    | 0                              | 0                                  | 2                                   | 2     |
| Haltérophilie | 4                              | 2                                  | 0                                   | 6     |
| Lutte         | 1                              | 2                                  | 1                                   | 4     |
| Natation      | 4                              | 2                                  | 3                                   | 9     |
| Plongeon      | 4                              | 2                                  | 3                                   | 9     |
| Tir           | 1                              | 0                                  | 1                                   | 2     |
| Voile         | 2                              | 1                                  | 0                                   | 3     |
|               | 40                             | 19                                 | 17                                  | 76    |

## Liste des médaillés américains

### Médailles d'or
| Sport                                              | Discipline | Sportifs |
| Médailles d’or 40                                  | |          |
| Athlétisme                                         | |          |
| 100 m                                              | Lindy Remigino |          |
| 200 m                                              | Andy Stanfield |          |
| 800 m                                              | Mal Whitfield |          |
| 110 m haies                                        | Harrison Dillard |          |
| 400 m haies                                        | Charles Moore |          |
| 3 000 m steeple                                    | Horace Ashenfelter |          |
| 4 × 100 m masculin                                 | Finis Smith Harrison Dillard Lindy Remigino Andy Stanfield |          |
| Saut en longueur                                   | Jerome Biffle |          |
| Saut en hauteur                                    | Buddy Davis |          |
| Saut à la perche                                   | Bob Richards |          |
| Lancer du poids                                    | Parry O'Brien |          |
| Lancer du disque                                   | Sim Iness |          |
| Lancer du javelot                                  | Cyrus Young |          |
| Décathlon                                          | Bob Mathias |          |
| 4 × 100 m féminin                                  | Mae Faggs Barbara Jones Janet Moreau Catherine Hardy |          |
| Aviron                                             | |          |
| Deux sansc barreur                                 | Charles Logg Thomas Price |          |
| Huit en pointe avec barreur                        | Frank Shakespeare William Fields James Dunbar Richard Murphy Robert Detweiler Henry Proctor Wayne Frye Edward Stevens Charles Manring (barreur)                                              |          |
| Basket-ball                                        | |          |
|                                                    | Ron Bontemps Marcus Freiberger Wayne Glasgow Charlie Hoag Bill Hougland John Keller Dean Kelley Bob Kenney Bob Kurland Bill Lienhard Clyde Lovellette Frank McCabe Dan Pippin Howie Williams |          |
| Boxe                                               | |          |
| Poids mouches (-51 kg)                             | Nate Brooks |          |
| Poids super-légers (-63,5 kg)                      | Chuck Adkins |          |
| Poids moyens (-75 kg)                              | Floyd Patterson |          |
| Poids mi-lourds (-81 kg)                           | Norvel Lee |          |
| Poids lourds (+81 kg)                              | Ed Sanders |          |
| Canoë-kayak                                        | |          |
| 10 000 mètres canoë monoplace, hommes              | Frank Havens |          |
| Haltérophilie                                      | |          |
| 60-67,5 kg                                         | Tommy Kono |          |
| 67,5-75 kg                                         | Pete George |          |
| 82,5-90 kg                                         | Norbert Schemansky |          |
| Plus de 90 kg                                      | John Davis |          |
| Lutte                                              | |          |
| Lutte libre Poids mi-moyens, 67 - 73 kg            | William Smith |          |
| Natation                                           | |          |
| 100 m nage libre hommes                            | Clarke Scholes |          |
| 1 500 m nage libre hommes                          | Ford Konno |          |
| 100 m dos masculin                                 | Yoshinobu Oyakawa |          |
| 4 × 200 m nage libre                               | Wayne Moore William Woolsey Ford Konno James McLane |          |
| Plongeon                                           | |          |
| Tremplin à 3 m hommes                              | David Browning |          |
| Tremplin à 3 m femmes                              | Patricia McCormick |          |
| Plongeon de haut vol hommes Plateforme à 10 mètres | Sammy Lee |          |
| Plongeon de haut vol femmes Plateforme à 10 mètres | Patricia McCormick |          |
| Tir                                                | |          |
| Pistolet 50 m                                      | Huelet Benner |          |
| Voile                                              | |          |
| 5,5 mètres                                         | Britton Chance Sumner White Edgar White Michael Schoettle |          |
| 6 mètres                                           | Herman Whiton Eric Ridder Julian Roosevelt John Morgan Everard Endt Emelyn Whiton |          |

### Médailles d'argent
| Sport                                              | Discipline                                         | Sportifs |
| Médailles d’argent 19                              |                                                    |          |
| Athlétisme                                         |                                                    |          |
| 200 m                                              | Thane Baker                                        |          |
| 1 500 m                                            | Robert McMillen                                    |          |
| 110 m haies                                        | Jack Davis                                         |          |
| 4 × 400 m masculin                                 | Ollie Matson Gene Cole Charles Moore Mal Whitfield |          |
| Saut en longueur                                   | Meredith Gourdine                                  |          |
| Saut en hauteur                                    | Kenneth Wiesner                                    |          |
| Saut à la perche                                   | Donald Laz                                         |          |
| Lancer du poids                                    | Darrow Hooper                                      |          |
| Lancer du javelot                                  | William Miller                                     |          |
| Décathlon                                          | Milt Campbell                                      |          |
| Haltérophilie                                      |                                                    |          |
| 75-82,5 kg                                         | Stanley Stanczyk                                   |          |
| Plus de 90 kg                                      | James Bradford                                     |          |
| Lutte                                              |                                                    |          |
| Lutte libre, Poids légers, 62 - 67 kg              | Jay Thomas Evans                                   |          |
| Poids mi-lourds, 79 - 87 kg                        | Henry Wittenberg                                   |          |
| Natation                                           |                                                    |          |
| 400 m nage libre hommes                            | Ford Konno                                         |          |
| 200 m brasse masculin                              | Bowen Stassforth                                   |          |
| Plongeon                                           |                                                    |          |
| Tremplin à 3 m hommes                              | Miller Anderson                                    |          |
| Plongeon de haut vol femmes Plateforme à 10 mètres | Paula Myers-Pope                                   |          |
| Voile                                              |                                                    |          |
| Star                                               | John Reid John Price                               |          |

### Médailles de bronze
| Sport                                              | Discipline                                                                      | Sportifs |
| Médailles de bronze 17                             |                                                                                 |          |
| Athlétisme                                         |                                                                                 |          |
| 200 m                                              | James Gathers                                                                   |          |
| 400 m                                              | Ollie Matson                                                                    |          |
| 110 m haies                                        | Arthur Barnard                                                                  |          |
| Lancer du poids                                    | James Fuchs                                                                     |          |
| Lancer du disque                                   | James Dillion                                                                   |          |
| Décathlon                                          | Floyd Simmons                                                                   |          |
| Aviron                                             |                                                                                 |          |
| Quatre barré                                       | Carl Lovsted Al Ulbrickson Richard Wahlström Matt Leanderson Al Rossi (barreur) |          |
| Équitation                                         |                                                                                 |          |
| Concours complet par équipes                       | Charles Hough, Jr. Walter Staley John Wofford                                   |          |
| Saut d’obstacles par équipes                       | William Steinkraus Arthur McCashin John Russell                                 |          |
| Lutte                                              |                                                                                 |          |
| Poids plume, 57 - 62 kg                            | Josiah Henson                                                                   |          |
| Natation                                           |                                                                                 |          |
| 100 m dos                                          | Jack Taylor                                                                     |          |
| 400 m nage libre femmes                            | Evelyn Kawamoto                                                                 |          |
| Relais 4 × 100 m nage libre femmes                 | Jacqueline Lavine Marilee Stepan Joan Alderson Evelyn Kawamoto                  |          |
| Plongeon                                           |                                                                                 |          |
| Tremplin à 3 m hommes                              | Bob Clotworthy                                                                  |          |
| Tremplin à 3 m femmes                              | Zoe Ann Olsen-Jensen                                                            |          |
| Plongeon de haut vol femmes Plateforme à 10 mètres | Juno Stover-Irwin                                                               |          |
| Tir                                                |                                                                                 |          |
| Carabine à 50 m position couchée                   | Arthur Jackson                                                                  |          |